# Beldocs — Međunarodni festival dokumentarnog filma
Beldocs — Međunarodni festival dokumentarnog filma je beogradski filmski festival koji se bavi dokumentarnim filmom, osnovan 2008. godine. Festival svake godine, pored revijalnog dela, ima i glavni takmičarski deo podeljen u četiri kategorije: 
- Najbolji srpski dokumentarni film
- Najbolji međunarodni dokumentarni film
- Najbolji kratki dokumentarni film

Svake godine na festivalu se prikazuje preko sto filmova, veliki broj regionalnih i svetskih premijera, dve Beldocs Retrospektive, i svake godine postoji deo festivala koji se bavi zemljom fokusa za tu godinu. Takođe festival je uveo i Industry Program, na kome se razvijaju budući projekti i saradnje.

## Projekti

### eho
eho je projekat nastao 2011. godine koncipiran kao turneja festivala kroz koju Beldocs nastavlja sa svojim programom tokom cele godine u više od 20 gradova i sela širom Srbije.
Neka od mesta projekcija:
- Centar za kulturu, Požarevac
- Kulturni centar, Vršac
- Arena Cineplex, Novi Sad
- Gradski kulturni centar, Užice
- Galerija Dobo Tihamer, Kanjiža
- Niški kulturni centar
- Biblioteka Radoje Domanović, Topola
- Centar za kulturu, Lazarevac
- Alternativni kulturni centar Gnezdo, Kruševac
- Kulturni centar, Zrenjanin
- Studentski kulturni centar, Kragujevac

### AVA Doc
AVA Doc projekat je u Srbiji započet u julu 2018. godine. Projekat okuplja 27 partnera iz 9 zemalja sa ciljem da evropske filmove učini pristupačnim korisnicima biblioteka u velikom broju evropskih zemalja. Evropski festivali kratkog i dokumentarnog filma svoj program ostavlja dostupnim za korisnike 15 biblioteka na prostoru Evrope. U Srbiji korisnici Narodne biblioteke Srbije i Biblioteke grada Beograda imaju priliku da preko VOD platforme prate ostvarenja savremene svetske dokumentaristike koja su bila deo Beldocs festivala prethodnih godina. U projektu učestvuju 4 festivala dokumentarnog filma iz Evrope:
- Sheffield

Projekat je podržala Evropska unija kroz program Kreativna Evropa, podprogram Mediji.

### #europeanfilmchallenge
1. europeanfilmchallenge je deo velikog evropskog interaktivnog projekta. U pitanju je takmičenje koje se bavi upotrebom inovativnih digatalnih tehnika u svrhu promocije evropskih filmova na različitim platformama. Takmičenje se u isto vreme odvija u osam evropskih zemalja: Portugaliji, Letoniji, Litvaniji, Češkoj, Španiji, Bosni i Hercegovini, Severnoj Makedoniji i Srbiji. Organizatori takmičenja su Kinobize, Aerofilms, Beldocs, The Film Agency, Blink 42-21, Kino Metropolis i Udruženje filmskih radnika u Bosni i Hercegovini. Ovaj projekat je podžan od strane Evropske unije, u okviru programa Kreativna Evropa MEDIA. Prijavljeni učesnici iz gorepomenutih zemalja takmiče se za nagradna putovanja na filmske festivale u Berlinu, Kanu I Veneciji.

### čitaonica
čitaonica je projekat, u saradnjii sa Bibliotekom grada Beograda i Narodnom bibliotekom, koji pravi selekciju najboljih svetskih dokumentarnih filmova, uz razgovore sa izabranim sagovornicima iz sveta umetnosti. Program ovih projekcija sačinjen je od najistaknutijih stranih i domaćih dokumentarnih filmova.
- FEST
- Filmski festival Slobodna zona
- Dokumentarni film
- Sarajevski filmski festival
- Festival podvodnog filma

1. ↑  „Otvoren Međunarodni festival dokumentarnog filma Beldoks”. Politika.rs. 09. 09. 2021. Приступљено 16. 02. 2021.
2. ↑  „Beldoks u Kinoteci”. http://www.kinoteka.org.rs/. 17. 08. 2020. Архивирано из оригинала 16. 02. 2022. г. Приступљено 16. 02. 2022. Спољашња веза у |website= (помоћ)
3. ↑  „Poceo Beldoks”. https://rs.n1info.com. 09. 09. 2021. Приступљено 16. 02. 2022. Спољашња веза у |website= (помоћ)
4. ↑  „Пројекцијом документарца о Радио Београду отворен „Белдокс“”. www.rts.rs. 03. 09. 2020. Приступљено 16. 02. 2022.
5. ↑  „Beldocs”. https://www.beldocs.rs/. Приступљено 16. 02. 2022. Спољашња веза у |website= (помоћ)